# 天主教绿山城-戈茹夫教区
天主教綠山城-戈茹夫教區（拉丁語：Dioecesis Viridimontanensis-Gorzoviensis）是波蘭一個羅馬天主教教區。教座位於綠山城。屬什切青-卡緬總教區。
2011年，在當地1,121,200人口中，有教友1,089,000人，佔轄區總人口97.1%、266個堂區、639名司鐸、108名修士、188名修女。現任主教為斯德望·雷格蒙特。
1972年6月28日自柏林教區分出，設宗座署理區。1992年3月25日由教宗若望保祿二世升為教區。